# Família de asteroides
Uma família de asteroides é uma população de asteroides que compartilham elementos orbitais semelhantes, tais como semieixo maior, excentricidade e inclinação orbital. Acredita-se que são fragmentos de colisões antigas. Uma família de asteroides é um termo mais específico do que grupo de asteroides, cujos membros, enquanto compartilham algumas características orbitais gerais, pode ser de outra forma não relacionados entre si.

## Propriedades gerais
As famílias grandes proeminentes contêm várias centenas de asteroides reconhecidos (e muitos mais objetos mais pequenos que podem ser ou ainda não analisados, ou ainda não descobertos). As famílias pequenas compactas podem ter apenas cerca de dez membros identificados. Cerca de 33% a 35% dos asteroides no cinturão principal são membros de alguma família.
Existem cerca de 20 a 30 famílias reconhecidas de forma confiável, com várias dezenas de agrupamentos menos certos. A maioria das famílias de asteroides são encontradas no cinturão de asteroides principal, embora vários grupos familiares, como a família Palas, a família Hungaria, e a família Foceia estariam em menor semieixo maior ou maior inclinação do que o cinturão principal.
Uma família foi identificada associada ao planeta anão Haumea. Alguns estudos têm tentado encontrar provas de famílias colisionais entre os asteroides troianos, mas no presente monmento a evidência é inconclusiva.

## Lista de famílias
| Nome da família                                                 | Nomeação                                                        | elementos orbitais                                              | elementos orbitais                                              | elementos orbitais                                              | Tamanho                                                         | Tamanho                                                         | Nomes Alternativos                                                      |
| Nome da família                                                 | Nomeação                                                        | a (UA)                                                          | e                                                               | i (°)                                                           | aprox. % dos asteroides                                         | membros em Zappalà Análise HCM[A]                               | Nomes Alternativos                                                      |
| As famílias mais proeminentes dentro do cinturão principal são: | As famílias mais proeminentes dentro do cinturão principal são: | As famílias mais proeminentes dentro do cinturão principal são: | As famílias mais proeminentes dentro do cinturão principal são: | As famílias mais proeminentes dentro do cinturão principal são: | As famílias mais proeminentes dentro do cinturão principal são: | As famílias mais proeminentes dentro do cinturão principal são: | As famílias mais proeminentes dentro do cinturão principal são:         |
| --------------------------------------------------------------- | --------------------------------------------------------------- | --------------------------------------------------------------- | --------------------------------------------------------------- | --------------------------------------------------------------- | --------------------------------------------------------------- | --------------------------------------------------------------- | ----------------------------------------------------------------------- |
| Eos                                                             | 221 Eos                                                         | 2.99 até 3.03                                                   | 0.01 até 0.13                                                   | 8 até 12                                                        |                                                                 | 480                                                             |                                                                         |
| Eunômia                                                         | 15 Eunômia                                                      | 2.53 até 2.72                                                   | 0.08 até 0.22                                                   | 11.1 até 15.8                                                   | 5%                                                              | 370                                                             |                                                                         |
| Flora                                                           | 8 Flora                                                         | 2.15 até 2.35                                                   | 0.03 até 0.23                                                   | 1.5 até 8.0                                                     | 4–5%                                                            | 590                                                             | Família Ariadne, devido ao 43 Ariadne                                   |
| Hígia                                                           | 10 Hígia                                                        | 3.06 até 3.24                                                   | 0.09 até 0.19                                                   | 3.5 até 6.8                                                     | 1%                                                              | 105                                                             |                                                                         |
| Corônis                                                         | 158 Corônis                                                     | 2.83 até 2.91                                                   | 0 até 0.11                                                      | 0 até 3.5                                                       |                                                                 | 310                                                             |                                                                         |
| Maria                                                           | 170 Maria                                                       | 2.5 até 2.706                                                   |                                                                 | 12 até 17                                                       |                                                                 | 80                                                              |                                                                         |
| Nisa                                                            | 44 Nisa                                                         | 2.41 até 2.5                                                    | 0.12 até 0.21                                                   | 1.5 até 4.3                                                     |                                                                 | 380                                                             | Família Hertha, devido ao 135 Hertha                                    |
| Têmis                                                           | 24 Têmis                                                        | 3.08 até 3.24                                                   | 0.09 até 0.22                                                   | 0 até 3                                                         |                                                                 | 530                                                             |                                                                         |
| Vesta                                                           | 4 Vesta                                                         | 2.26 até 2.48                                                   | 0.03 até 0.16                                                   | 5.0 até 8.3                                                     | 6%                                                              | 240                                                             |                                                                         |
| Outras famílias notáveis do cinturão principal:[C]              |                                                                 |                                                                 |                                                                 |                                                                 |                                                                 |                                                                 |                                                                         |
| Adeona                                                          | 145 Adeona                                                      |                                                                 |                                                                 |                                                                 |                                                                 | 65                                                              |                                                                         |
| Astrid                                                          | 1128 Astrid                                                     |                                                                 |                                                                 |                                                                 |                                                                 | 11                                                              |                                                                         |
| Bower                                                           | 1639 Bower                                                      |                                                                 |                                                                 |                                                                 |                                                                 | 13                                                              | Família Endymion, devido ao 342 Endymion                                |
| Brasilia                                                        | 293 Brasilia                                                    |                                                                 |                                                                 |                                                                 |                                                                 | 14                                                              |                                                                         |
| Gefion                                                          | 1272 Gefion                                                     | 2.74 até 2.82                                                   | 0.08 até 0.18                                                   | 7.4 até 10.5                                                    | 0.8%                                                            | 89                                                              | Família Ceres, devido a 1 Ceres e Família Minerva, devido ao 93 Minerva |
| Clóris                                                          | 410 Clóris                                                      |                                                                 |                                                                 |                                                                 |                                                                 | 24                                                              |                                                                         |
| Dora                                                            | 668 Dora                                                        |                                                                 |                                                                 |                                                                 |                                                                 | 78                                                              |                                                                         |
| Erigone                                                         | 163 Erigone                                                     |                                                                 |                                                                 |                                                                 |                                                                 | 47                                                              |                                                                         |
| Hansa[3]                                                        | 480 Hansa                                                       | ~2.66                                                           | ~0.06                                                           | ~22.0°                                                          |                                                                 |                                                                 |                                                                         |
| Hilda                                                           | 153 Hilda                                                       | 3.7 até 4.2                                                     | >0.07                                                           | <20°                                                            | -                                                               |                                                                 |                                                                         |
| Karin                                                           | 832 Karin                                                       |                                                                 |                                                                 |                                                                 |                                                                 | 39[B]                                                           |                                                                         |
| Lídia                                                           | 110 Lídia                                                       |                                                                 |                                                                 |                                                                 |                                                                 | 38                                                              |                                                                         |
| Massalia                                                        | 20 Massalia                                                     | 2.37 até 2.45                                                   | 0.12 até 0.21                                                   | 0.4 até 2.4                                                     | 0.8%                                                            | 47                                                              |                                                                         |
| Meliboea                                                        | 137 Meliboea                                                    |                                                                 |                                                                 |                                                                 |                                                                 | 15                                                              |                                                                         |
| Merxia                                                          | 808 Merxia                                                      |                                                                 |                                                                 |                                                                 |                                                                 | 28                                                              |                                                                         |
| Misa                                                            | 569 Misa                                                        |                                                                 |                                                                 |                                                                 |                                                                 | 26                                                              |                                                                         |
| Naëma                                                           | 845 Naëma                                                       |                                                                 |                                                                 |                                                                 |                                                                 | 7                                                               |                                                                         |
| Nêmesis                                                         | 128 Nêmesis                                                     |                                                                 |                                                                 |                                                                 |                                                                 | 29                                                              | Família Concordia, devido ao 58 Concordia                               |
| Rafita                                                          | 1644 Rafita                                                     |                                                                 |                                                                 |                                                                 |                                                                 | 22                                                              |                                                                         |
| Veritas                                                         | 490 Veritas                                                     |                                                                 |                                                                 |                                                                 |                                                                 | 29                                                              | Família Undina, devido ao 92 Undina                                     |
| Theobalda                                                       | 778 Theobalda                                                   | 3.16 até 3.19                                                   | 0.24 até 0.27                                                   | 14 até 15                                                       |                                                                 |                                                                 |                                                                         |
| Famílias transnetunianas:[D]                                    |                                                                 |                                                                 |                                                                 |                                                                 |                                                                 |                                                                 |                                                                         |
| Haumea                                                          | 136108 Haumea                                                   | ~43                                                             | ~0.19                                                           | ~28                                                             |                                                                 |                                                                 |                                                                         |